# Vùng Đông, Singapore
Vùng Đông là một trong năm vùng của quốc gia-thành phố Singapore. Mặc dù có diện tích nhỏ nhất, vùng này lại có mật độ dân số cao thứ nhì trong năm vùng. Bedok là đô thị đông dân nhất của vùng trong khi Tampines là trung tâm vùng. Với diện tích 11.000 hectare, Vùng Đông bao gồm sáu khu quy hoạch và là nơi đặt Sân bay Chương Nghi và Căn cứ không quân Paya Lebar 
Vùng Đông còn là nơi đóng của Căn cứ hải quân Chương Nghi và Nhà tù Chương Nghi, nơi giam giữ lâu đời nhất Singapore, được Đế quốc Anh xây dựng lần đầu năm 1936.

## Ví trí địa lý
Với tổng diện tích 93,1 km2 (35,9 dặm vuông Anh), Vùng Đông nằm ở góc phía Đông của Đảo Singapore, giáp giới với Vùng Đông-Bắc ở phía Tây Bắc, Vùng Trung tâm ở phía Tây Nam và chia đôi bờ sông với Quần đảo Đông-Bắc ở phía Bắc.

## Chính quyền
Vùng Đông được điều hành bởi hai Hội đồng phát triển cộng đồng (Community Development Council, CDC) khác nhau là CDC Đông Bắc và CDC Đông Nam và được chia thành sáu khu quy hoạch riêng biệt.

### Khu quy hoạch
| Khu quy hoach    | Diện tích(km²) | Dân số  | Mật độ dân cư (/km²) |
| ---------------- | -------------- | ------- | -------------------- |
| Bedok            | 21,69          | 289.750 | 13.360,5             |
| Chương Nghi      | 40,61          | 2.530   | 62,3                 |
| Vịnh Chương Nghi | 1.7            | 0       | 0                    |
| Pasir Ris        | 15,02          | 139.890 | 9.313                |
| Paya Lebar       | 11,69          | 40      | 3,4                  |
| Tampines         | 20,89          | 261.230 | 12.506,2             |

## Kinh tế
Sản xuất là hoạt động kinh tế chủ lực của vùng với các cơ sở công nghiệp đặt khắp các khu quy hoạch Bedok, Chương Nghi, Pasir Ris, Tampines và Paya Lebar. Công viên sản xuất đĩa bán dẫn Pasir Ris và Tampines là bản doanh của nhiều đại công ty chế tạo bán dẫn như GlobalFoundries, UMC, SSMC và Siltronic. IBM cũng đã chi ra S$90 triệu để xây dựng một công viên công nghệ dọc Đại lộ Công nghiệp Tampines (Tampines Industrial Avenue), cho mục đích sản xuất dòng máy mainframe System Z và hệ thống vi xử lý POWER công nghệ cao cho khách hàng ở các nước châu Á.
Chương Nghi là trung tâm thương mại và hàng không quan trọng của Vùng Đông khi là nơi đặt trụ sở chính của các hãng hàng không Singapore Airlines, SilkAir, Singapore Airlines Cargo, Jetstar Asia Airways, Scoot, Valuair và Tigerair. Công viên Doanh nghiệp Chương Nghi (Changi Business Park), nằm ở Nam Chương Nghi, là nơi đặt văn phòng thương mại của các công ty Ngân hàng DBS, Standard Chartered và IBM.

## Giáo dục
Vùng Đông cung cấp dịch vụ giáo dục ở nhiều cấp bậc khác nhau từ mẫu giáo, tiếu học tới trung học với các cơ sở giáo dục đặt tại nhiều đô thị khác nhau trong vùng. Vùng này cũng có nhiều cơ sở giáo dục sau phổ thông như Cao đẳng ITE Vùng Đông, Trường sơ cấp Meridian, Đại học Kỹ thuật và Thiết kế Singapore, Trường sơ cấp Tampines, Trường sơ cấp Temasek, Trường bách khoa Temasek và Trường sơ cấp Victoria, 6 trường học quốc tế là Trường học quốc tế Ấn Độ toàn cầu, Học sở Bờ Đông, Trường học quốc tế NPS, Sekolah Indonesia Singapura, Trường học Gia đình Hải ngoại và Cao đẳng Thế giới thống nhất Đông Nam Á (học sở Tampines) và một trường cho trẻ khiếm khuyết, Katong School (APSN).